# Station La Borne Blanche
Station La Borne Blanche is een spoorwegstation aan de spoorlijn Paris-Nord - Lille. Het ligt in de Franse gemeente Orry-la-Ville in het departement Oise (Hauts-de-France).

## Geschiedenis
Het station is in december 1964 geopend.

## Ligging
Het station ligt op kilometerpunt 33,180 van de spoorlijn Paris-Nord - Lille.

## Diensten
Het station wordt aangedaan door treinen van de RER D tussen Orry-la-Ville - Coye (soms Creil) en Melun via Combs-la-Ville.

## Vorig en volgend station
| Richting                         | Vorig station        | Lijn  | Volgend station    | Richting                      |
| -------------------------------- | -------------------- | ----- | ------------------ | ----------------------------- |
| Creil D3 Orry-la-Ville - Coye D1 | Orry-la-Ville - Coye | RER D | Survilliers-Fosses | Melun D2 (via Combs-la-Ville) |